# Dorila Perea
Carmen Dorila Perea Córdoba de Moore (Quibdó, 5 de octubre de 1929 - Santa Marta, 7 de marzo de 2023) fue una política colombiana, la primera mujer que se desempeñó como Gobernadora del Departamento de Chocó.

## Biografía
Nació en Quibdó, capital de la entonces Intendencia de Chocó, en octubre de 1929. Era hija de Arnubio Perea, combatió en la Guerra de los Mil Días del lado del Partido Conservador, y de Teotizte Córdoba, hermana del dirigente liberal Diego Luis Córdoba.
Realizó sus estudios primarios en el Colegio de la Presentación de Quibdó y en 1947 se graduó como normalista del Instituto Central Femenino, en Medellín. Más adelante se graduaría como abogada de la Universidad Libre de Colombia, así como obtendría el título de bacterióloga, si bien nunca ejerció esta última profesión.
Comenzó su carrera trabajando como maestra y directora de algunos colegios en Antioquia. Más adelante se mudó a Bogotá, dónde primero trabajó como vendedora ambulante, y luego en el colegio Aurelio Tobón, perteneciente a la Universidad Libre.
Afiliada al Partido Liberal, en 1973 se convirtió en diputada a la Asamblea Departamental de Chocó y en 1974 fue designada Gobernadora de Chocó - la primera mujer en el cargo - por el presidente Alfonso López Michelsen, en retribución por su apoyo en la campaña presidencial de ese año. Durante su gestión como gobernadora se destaca la construcción del Malecón de Quibdó y la llegada de los primeros autobuses de servicio público en Chocó.
Después de dejar la gobernación, se desempeñó como Notaria de Bogotá, directora de ProSocial y funcionaria en el Congreso de la República de Colombia. Se presentó como candidata al Senado de la República, sin éxito, lo cual marcó el final de su carrera política.
En 1956 se casó con José Tomás Moore Motta, primer ingeniero nuclear del país, y tuvieron cuatro hijos: José Tomás, John Henry, Luis Alberto (primer general negro de la Policía Nacional de Colombia) y Fernando. Falleció en Santa Marta en marzo de 2023.